# Hliniště

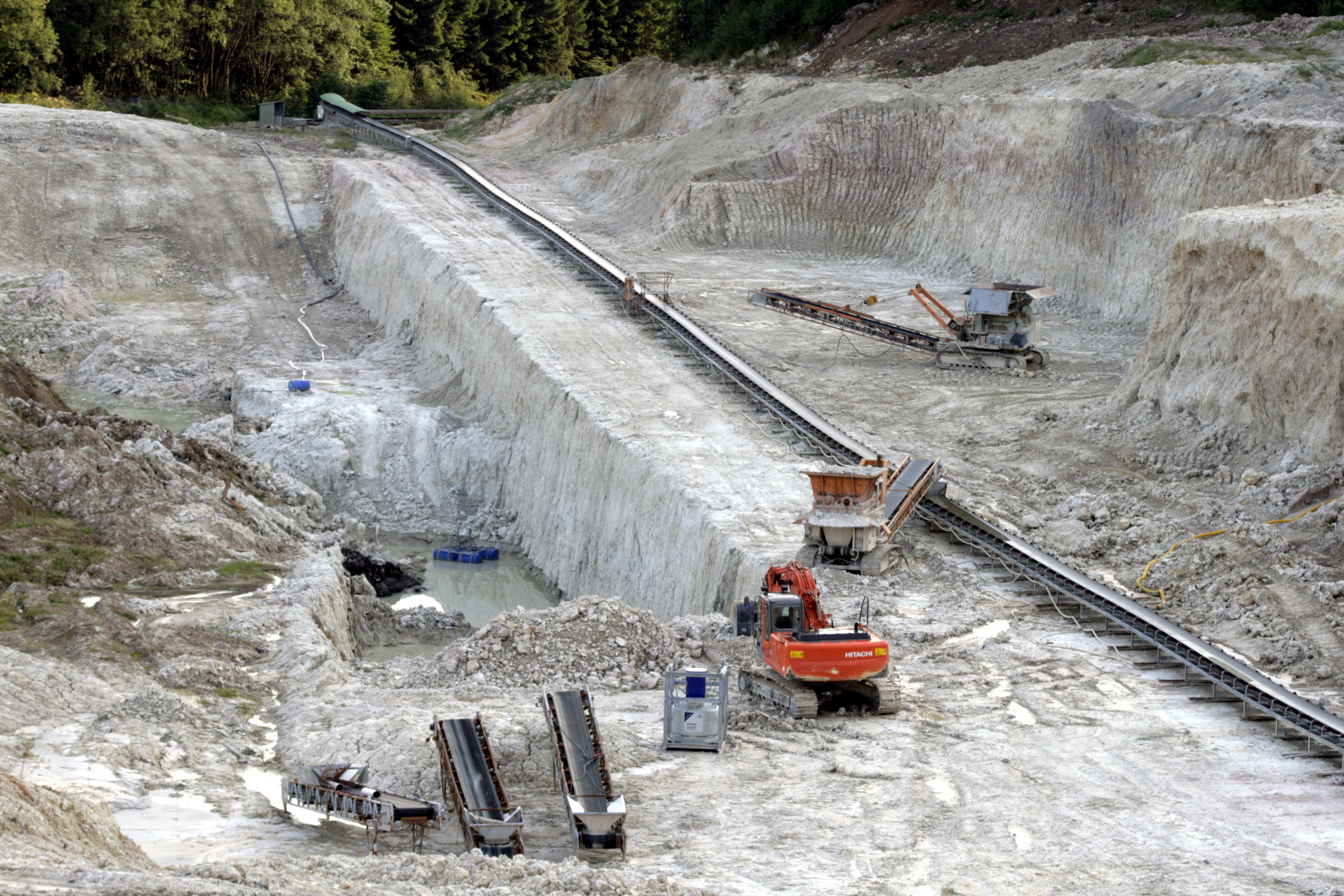
Hliník u Mengerskirchenu, Německo

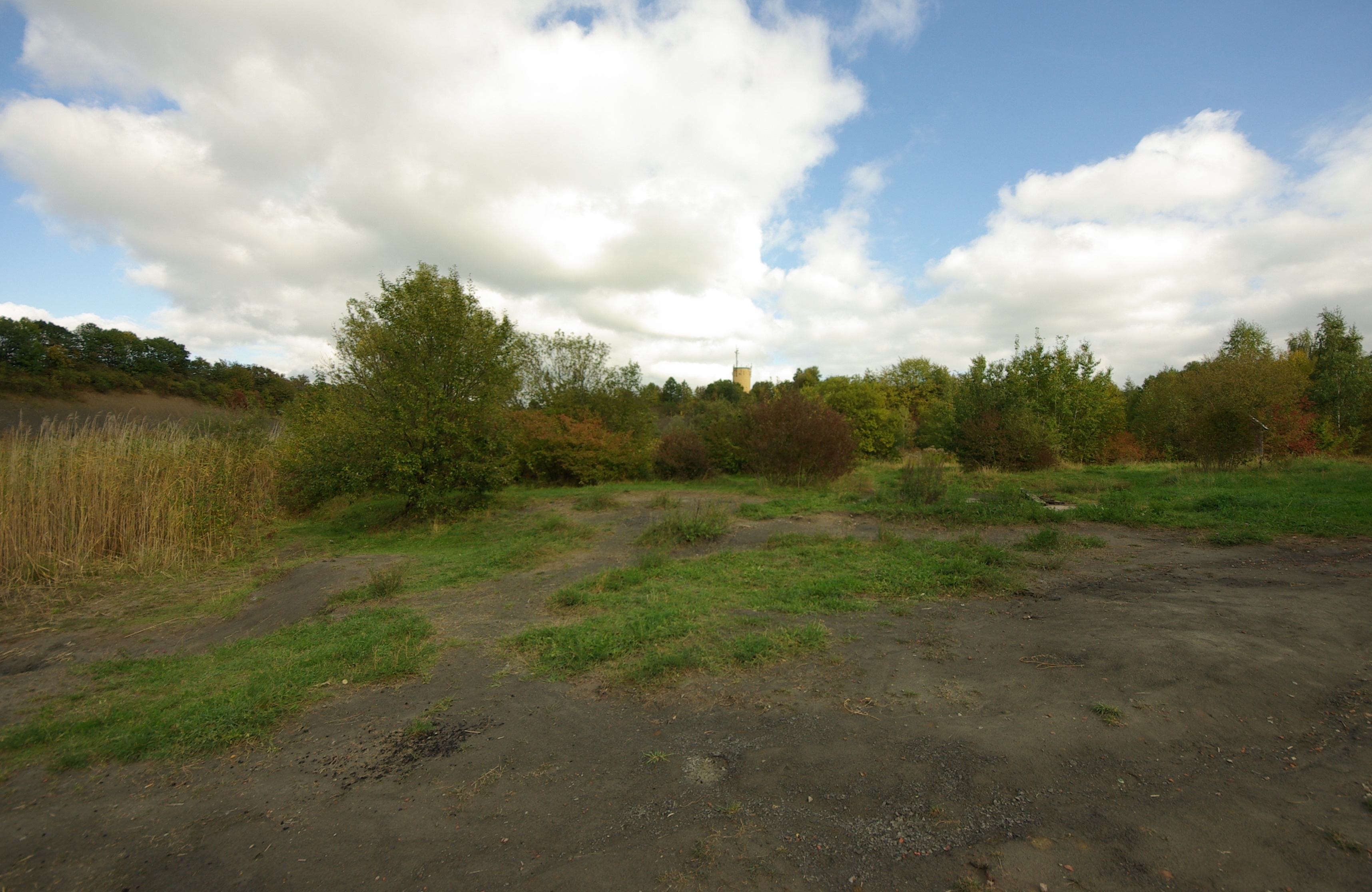
Opuštěný hliník

Hliniště, řidčeji též hliník, je český výraz pro lokalitu s povrchovou těžbou hlíny. Primárním účelem hlinišť bylo zajištění dostatečného množství suroviny pro výrobu cihel (původně nepálených) a jiných stavebních komponent, výjimečně též k výrobě keramiky.
Hliniště proto vznikala zpravidla v těsném sousedství lidských sídel, na místech naleziště vhodné hlíny, nejlépe ve svahu, který umožňoval snazší těžbu.
Některé hliníky byly, podobně jako pískovny, po ukončení těžby zatopeny vodou (často samovolně) a sloužily dále jako rybníky; v místech, kde bylo vydatnější ložisko, v pozdějších staletích vznikaly cihelny.
V minulosti[kdy?] se hliník nacházel prakticky u každého sídla.[zdroj?] V současnosti je většina hliníků (mimo cihelny) zaniklá, ale název Hliniště, také Hlinky, Hliník či Hliníky zůstal zachován v místních názvech (např. ulice) u řady měst a vesnic v Česku i na Slovensku.